# Zehnerstein

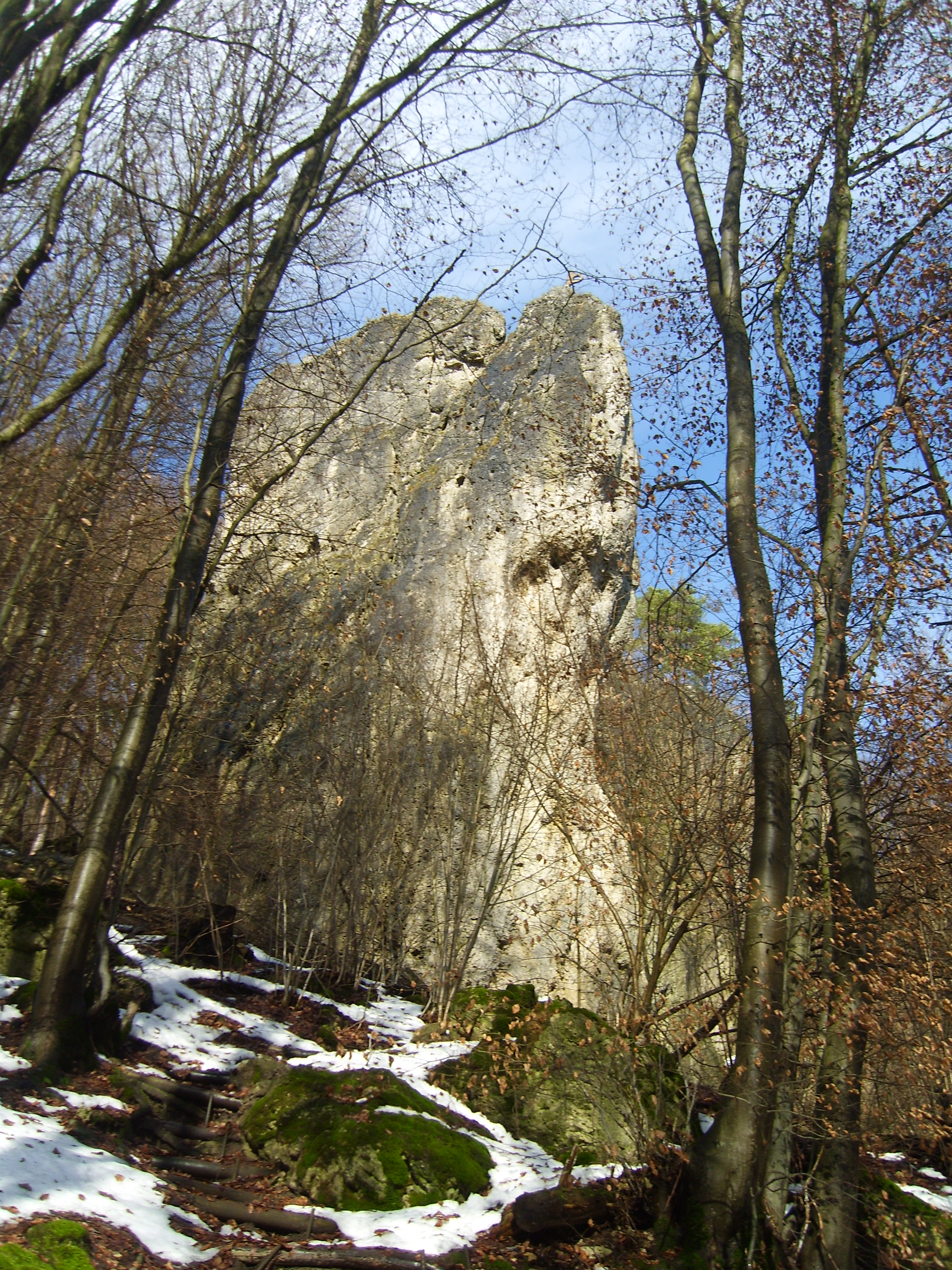
Der Zehnerstein im Trubachtal

Der Zehnerstein ist ein bis zu 35 Meter hoher Felsen in der Fränkischen Schweiz auf dem Gemeindegebiet von Obertrubach im bayerischen Landkreis Forchheim. Er befindet sich im Trubachtal, westlich des Obertrubacher Ortsteils Wolfsberg. Sein höchster Punkt ist 446 m ü. NN hoch. Der Zehnerstein ist als Wanderziel von den Orten Wolfsberg oder Untertrubach aus zu erreichen. Über den Parkplatz unterhalb des Felsens an einer Sportanlage ist er in wenigen Minuten zugänglich.

## Klettern
Er gilt mit 32 Kletterrouten in den Schwierigkeitsgraden 2 bis 8 (UIAA) als einer der wichtigen Kletterziele im Trubachtal.
Der Zehnerstein wurde erstmals vor 1900, vermutlich von Einheimischen ersterstiegen. Dokumentiert wurde dies jedoch nicht. Im Jahr 1967 wurde auf dem Zehnerstein ein überdimensionaler Mauerhaken als Wahrzeichen installiert. An diesem ist das Gipfelbuch befestigt.
In der Nähe des Zehnersteins befindet sich mit der dem Wolfsberger Felsentor ein weiteres Kletterziel im Klettergebiet Nördlicher Frankenjura.

### Bedeutende Routen
- Seifertriß, VI+, von der Gebrüdern Seifert im Jahr 1929 erstbegangen
- Affenschaukel, VIII-, Kurt Albert (1981), Technische Schwierigkeit A2/V+
- Solleder Gedenkweg, VI, G. Treutlein (1934)